# برتی فوگتس
برتی فوگتس (به آلمانی: Berti Vogts) بازیکن فوتبال و مدافع اهل آلمان است که از سال ۱۹۶۷ میلادی عضو تیم ملی فوتبال آلمان بوده‌است. وی در ۹۶ بازی ملی حضور داشته‌است و آخرین بازی ملی خود را در سال ۱۹۷۸ میلادی انجام داد. برتی فوگتس در بازی‌های ملی‌اش ۱ گل به ثمر رساند.
او یکی از برترین مدافعان راست تاریخ به شمار می‌رود و عمده شهرت وی به دلیل توانایی دفاعی و ثبات کم نظیرش است.